# Ludwig von Milewski
Pour les articles homonymes, voir Milewski.
Ludwig von Milewski (né le 24 août 1825 à Kalisz, mort dans la nuit du 9 au 10 mai 1849 à Düsseldorf) est un peintre polonais. En tant que chef des combattants révolutionnaires dans la rue, il est abattu sur une barricade à Düsseldorf lors de la campagne pour la Constitution du Reich. Le drame est interprété par les contemporains comme une mort sacrificielle, une représentation du mort est distribuée sous forme de lithographie.

## Biographie
On sait peu de choses sur la vie de Milewski. En 1844 et 1845, il étudie la peinture auprès de Karl Ferdinand Sohn. Sohn est l'un des professeurs de l'académie des beaux-arts de Düsseldorf qui, avec ses étudiants, participe aux événements de la révolution de Mars 1848 et 1849.
Lorsque la révolution atteint également son paroxysme dans la province de Rhénanie en mai 1849, après que le roi prussien Frédéric-Guillaume IV rejette la dignité impériale limitée par la Constitution de Francfort que lui offre la Kaiserdeputation pour un Empire allemand, Milewski, comme d'autres étudiants de l'académie, s'implique dans le Düsseldorf Volksklub, une association locale de partisans des idées de républicanisme et de socialisme, dirigée par Julius Wulff (de), qui entretient des liens étroits avec l'Association des travailleurs de Cologne (de). Dans le Düsseldorfer Zeitung, il publie un appel aux citoyens pour exhorter le gouvernement de l'État prussien à donner la liberté aux Polonais. Le frère de Milewski est également très actif politiquement pendant les événements révolutionnaires, de sorte que la police envisage d'expulser les frères. Pendant la campagne constitutionnelle, Milewski est un chef d'insurgés qui se livrent à des combats de rue et tentent de s'emparer de bâtiments officiels contre les autorités prussiennes à Düsseldorf. Le 7 mai 1849, le président provisoire du district Friedrich von Spankeren impose l'état de siège. Lorsque, le 9 mai 1849, le médecin de Gerresheim Peter Joseph Neunzig (de) appelle à la lutte armée depuis la fenêtre de la maison de Lorenz Cantador (de) sur la Marktplatz et que la nouvelle se répand que la République avait été proclamée à Elberfeld et que les militaires de la garnison de Düsseldorf étaient en marche, des barricades sont montées dans la ville et des citoyens armés attaquent la mairie et le poste de garde principal. Les combats sanglants qui suivent entre les citoyens et l'armée prussienne, qui coûtent la vie à 16 insurgés, durent de 21 heures à 5 heures du matin le 10 mai 1849. Dans ces combats, Milewski commande une barricade sur la Grabenstrasse et subit une blessure mortelle par balle. Milewski aurait été abattu par un fantassin prussien alors qu'il sautait sur la barricade pour dire aux soldats de ne pas tirer sur les gens.

## Commémoration
L'événement dramatique est interprété comme une mort sacrificielle, Milewski est célébré en héros lors de son enterrement au cimetière de Golzheim. Des centaines de personnes viennent décorer son cercueil, qui est entièrement tapissé de rouge. Le défilé cérémoniel se transforme en une véritable manifestation, de sorte que l'armée est déployée pour l'arrêter. Une représentation de son lit de mort est distribuée sous forme de lithographie. En 1849, le peintre Joseph Wilms crée une nature morte à la vanité et un souvenir de Milewski. Cette image montre un grand nombre d'objets destinés à symboliser la vie de Milewski et le contexte politique de sa mort, comme le statut de la Garde citoyenne de Düsseldorf, un chapeau de Hambach avec une cocarde noire, rouge et or, et un pistolet à silex de Kuchenreuter (de).
La tombe de Milewski, érigée en 1852 par les parents de Milewski au cimetière de Golzheim, est déplacée du champ IX au champ VII en 1948. En 2016, le conseil du premier arrondissement (de) de Düsseldorf décide de demander à l'administration de déplacer la tombe à son emplacement d'origine. De plus, le conseil décide de demander d'ériger un mémorial pour toutes les victimes de l'insurrection civile de 1848-1849 à l'extrémité nord du cimetière de Golzheim. Il existe un modèle de l'artiste Ramon Graefenstein, qui a conçu une structure avec des croix disposées en cercle.